# Proton-K
El Proton-K, también designado Proton 8K82K después de su índice GRAU, 8K82K, era un cohete portador ruso, anteriormente soviético, derivado del anterior Protón. Fue construido por Khrunichev y lanzado desde los sitios 81 y 200 en el cosmódromo de Baikonur en Kazajistán.
El vuelo inaugural del 10 de marzo de 1967 llevaba un Soyuz 7K-L1 como parte del programa Zond . Durante la llamada Carrera Lunar, estos vuelos Proton / Soyuz / Zond consistieron en varios vuelos de prueba sin tripulación de naves espaciales Soyuz a órbitas altamente elípticas o circunlunares con el objetivo no realizado de aterrizar cosmonautas soviéticos en la Luna .
Se retiró del servicio a favor del Proton-M modernizado, haciendo su lanzamiento número 310 y final el 30 de marzo de 2012.

## Descripción del vehículo
El Proton-K básico era un cohete de tres etapas. Treinta se lanzaron en esta configuración, con cargas útiles que incluían todas las estaciones espaciales Salyut de la Unión Soviética, todos los módulos Mir con la excepción del módulo de acoplamiento, que se lanzó en el transbordador espacial de los Estados Unidos, y los módulos Zarya y Zvezda del Espacio Internacional Estación . Tenía la intención de lanzar la nave espacial TKS tripulada de Chelomey y logró lanzar cuatro vuelos de prueba sin tripulación antes de la cancelación del programa. También estaba destinado al avión espacial LKS de 20 toneladas de Chelomey, que nunca se realizó.

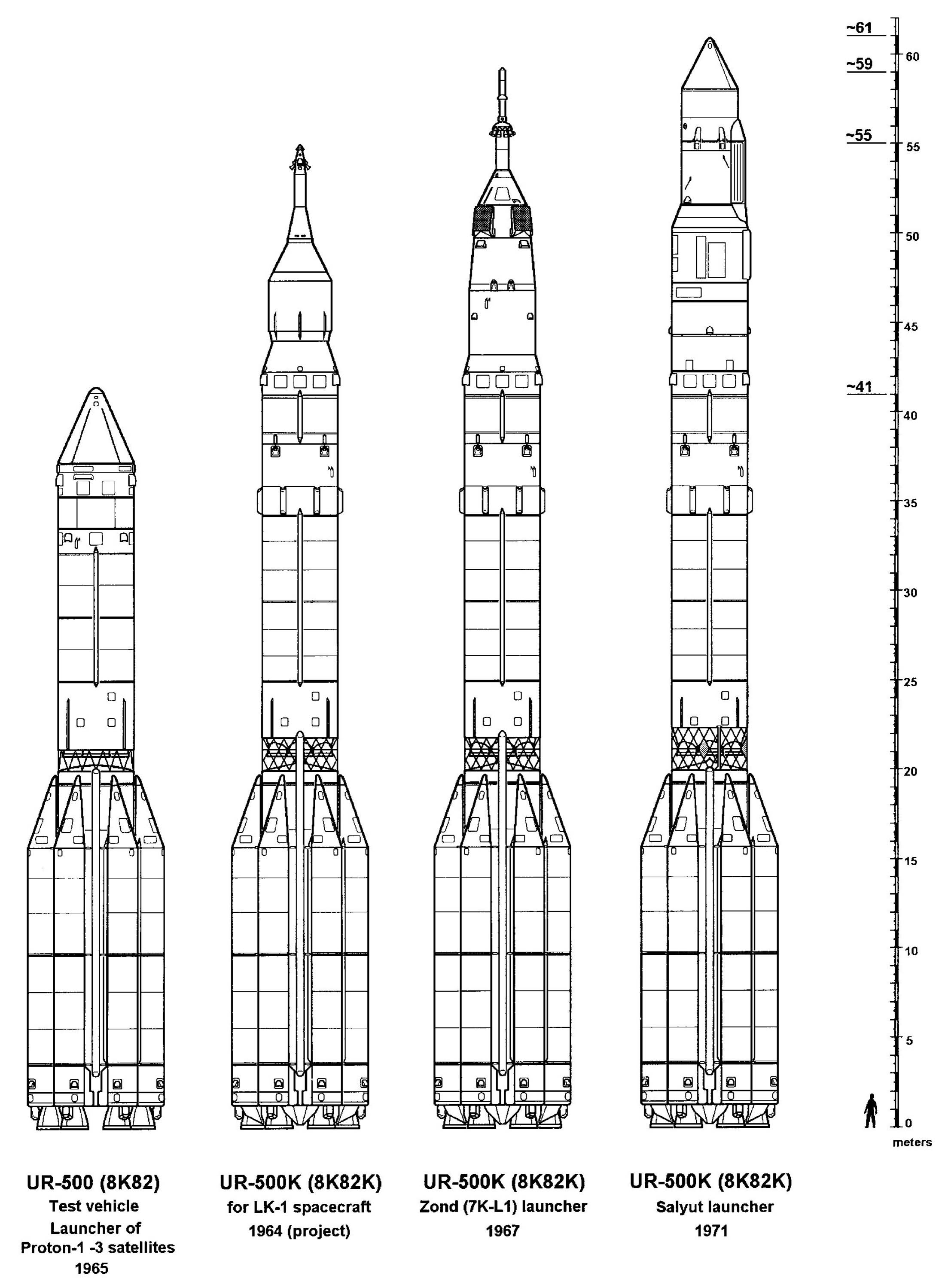
Las primeras configuraciones de lanzamiento de Proton-K de 1965 a 1971

Al igual que otros miembros de la familia Universal Rocket, el Proton-K fue alimentado por dimetilhidrazina asimétrica y tetróxido de nitrógeno . Se trata de combustibles hipergólicos que se queman al contacto, evitando la necesidad de un sistema de encendido, y pueden almacenarse a temperatura ambiente. Esto evita la necesidad de componentes tolerantes a bajas temperaturas y permite que el cohete se asiente en la plataforma completamente cargado de combustible durante largos períodos de tiempo. Por el contrario, los combustibles criogénicos habrían requerido una recarga periódica de propulsores a medida que hierven. Sin embargo, los combustibles utilizados en el Proton eran corrosivos y tóxicos y requerían un manejo especial. El gobierno ruso pagó por la limpieza del propulsor residual en etapas gastadas que impactan hacia abajo.
Los componentes de protones se construyeron en fábricas cerca de Moscú y luego se transportaron por ferrocarril hasta el punto de ensamblaje final cerca de la plataforma. La primera etapa del Proton-K consistió en un tanque oxidante central y seis tanques de combustible estabilizadores. Esta se separó en una sola pieza de la segunda etapa, que se adjuntó mediante una estructura de celosía entre etapas. La segunda etapa se encendió antes de la separación de la primera etapa, y la parte superior de la primera etapa se aisló para asegurar que conservara su integridad estructural hasta la separación.
La primera etapa utilizó seis motores RD-253, diseñados por Valentín Glushkó. El RD-253 es un motor de una sola cámara y utiliza un ciclo de combustión por etapas. El sistema de guía de la primera etapa era de circuito abierto, lo que requería que se mantuvieran en reserva cantidades significativas de propulsor.
La tercera etapa fue impulsada por un motor RD-0210 y cuatro toberas vernier, con sistemas comunes. Los nonios proporcionaron la dirección, eliminando la necesidad de gimballing del motor principal. También ayudaron a la separación del escenario y actuaron como motores de vacío . Los conductos incorporados en la estructura canalizaban el escape a vernier antes de la separación de la etapa. El sistema de guía de la tercera etapa también se utilizó para controlar la primera y la segunda etapa antes en el vuelo.
Muchos lanzamientos utilizaron una etapa superior para impulsar la carga útil a una órbita más alta. Las etapas superiores Blok D se utilizaron en cuarenta vuelos, la mayoría de los cuales fueron para los programas Luna y Zond . Diez vuelos utilizaron el Blok D-1, principalmente para lanzar naves espaciales hacia Venus . Las etapas superiores Blok D-2 se utilizaron tres veces, con las naves espaciales Fobos 1, Fobos 2 y Mars 96. La etapa superior Blok DM se utilizó en 66 lanzamientos. La etapa superior más utilizada fue el Blok DM-2, que se utilizó en 109 vuelos, en su mayoría con satélites GLONASS y Raduga. Quince lanzamientos utilizaron el modernizado Bloque DM-2M etapa, la mayoría de la realización Ekspress satélites, sin embargo otros satélites, incluyendo Eutelsat 's SESAT 1, también se utiliza esta configuración. Se lanzaron dos satélites Araks utilizando las etapas superiores del Bloque DM-5. El Block DM1, una versión comercial del DM-2, se utilizó para lanzar Inmarsat-3 F2 . La etapa superior Block DM2 se utilizó para lanzar tres grupos de siete satélites Iridium, incluido Iridium 33 . Esta configuración también se utilizó para lanzar Integral para la Agencia Espacial Europea . Las etapas del bloque DM3 se utilizaron en veinticinco lanzamientos, casi exclusivamente con satélites comerciales. Telstar 5 se lanzó con un Block DM4 . El escenario superior Briz-M se utilizó para cuatro lanzamientos; tres con cargas útiles para el gobierno ruso y un lanzamiento comercial con GE-9 para GE Americom . Se informó que un lanzamiento usó una etapa superior Block DM-3, sin embargo, esto puede haber sido un error de informe, y no está claro si este lanzamiento realmente usó un DM-3, DM3 o DM-2.